# Glaucidium brodiei
El mochuelo acollarado, mochuelo de collar o mochuelo acollarado asiático  (Glaucidium brodiei) es una especie de búho de la familia Strigidae.  Es nativa de Bangladés Bután Brunéi Camboya, China, India, Indonesia,  Laos, Malasia Birmania Nepal Pakistán, Taiwán, Tailandia y Vietnam. Es posiblemente extinto en Afganistán.
El mochuelo acollarado es el búho más pequeño de Asia, con una longitud de 15 cm y un peso de 60 gramos.
Se distinguen las siguientes subespecies reconocidas:
- Glaucidium brodiei borneense Sharpe, 1893
- Glaucidium brodiei brodiei (Burton, 1836)
- Glaucidium brodiei pardalotum (Swinhoe, 1863)
- Glaucidium brodiei sylvaticum (Bonaparte, 1850)